# Festival national du film
Pour les articles homonymes, voir FNF.
Le Festival national du film (FNF), au Maroc, est un festival de cinéma consacré aux longs et courts métrages marocains, créé en 1982 mais annuel, sans connaître d'interruption à partir de sa 11e édition, en 2010. Il est organisé par le Centre cinématographique marocain.
Depuis la 8e édition de 2005, il se déroule à Tanger, où il s'était déjà tenu lors de la 4e édition ; auparavant, il a eu lieu une fois à Rabat (1re édition), Meknès (3e édition), Marrakech (6e édition) et Oujda (7e édition), et deux fois à Casablanca (2e et 5e éditions).

## Éditions

### 1reédition:1982
Du 9 au 16 octobre à Rabat.
Pas de présidence des jurys
Palmarès
Longs métrages :
- Prix du meilleur scénario : Nourredine Saïl[4] pour Le Grand Voyage de Mohamed Abderrahman Tazi[5]
- Prix du meilleur dialogue : Ahmed Bouanani pour Assarab (dont il est aussi le réalisateur[6])
- Prix de la meilleure réalisation : Jilali Ferhati pour Poupées de roseaux
- Prix de la meilleure image :
  - Abdelkrim Derkaoui pour Les Beaux Jours de Shahrazade de Mostapha Derkaoui[7]
  - Mohamed Abderrahmane Tazi pour son film Le Grand Voyage
- Prix du meilleur décor : Naïma Saoudi pour Assarab d'Ahmed Bouanani
- Prix du premier rôle masculin : Mohamed Habachi dans Assarab d'Ahmed Bouanani
- Prix du premier rôle féminin : Saadia Ferhati dans Poupées de roseaux de Jilali Ferhati
- Mention décernée à :
  - Chaïbia El Adraoui (actrice) dans Poupées de roseaux de Jilali Ferhati
  - Aziz Saad Allah (acteur) dans Le Facteur de Hakim Noury[8]
- Prix de la presse : Assarab d'Ahmed Bouanani
- Mention spéciale pour : Le Coiffeur du quartier des pauvres de Mohamed Reggab
- Prix du public : Al Hall d'Ahmed Maanouni

Courts métrages :

### 2eédition:1984
Du 15 au 22 décembre à Casablanca.

### 3eédition:1991
Du 26 octobre au 3 novembre à Meknès.

### 4eédition:1995
Du 2 au 9 décembre à Tanger.

### 5eédition:1998
Du 14 au 21 novembre à Casablanca.
Palmarès des jurys
Courts métrages :
- Prix spécial du jury : Voyage dans le Passé de Ahmed Boulane

### 6eédition:2001
Du 27 janvier au 3 février à Marrakech.

### 7eédition:2003
Du 7 au 15 juin à Oujda.

### 8eédition:2005
Du 2 au 10 décembre à Tanger.

### 9eédition:2007
Du 18 au 27 octobre à Tanger.
Présidence des jurys
Mohamed Melehi (longs métrages) et Kamal Kamal (courts métrages).
Palmarès des jurys
Longs métrages :
- Grand Prix : Les Cœurs brûlés d'Ahmed Maanouni
- Prix spécial du jury : Les Jardins de Samira de Latif Lahlou
- Prix de la première œuvre : Les Portes du Paradis d'Imad et Souheil Noury
- Prix du scénario : Nabyl Lahlou pour Tabite or not Tabite (dont il est aussi le réalisateur)
- Prix du premier rôle féminin : Sanaa Alaoui dans La Beauté éparpillée de Lahcen Zinoun
- Prix du premier rôle masculin : Mohamed Khouyi dans Les Jardins de Samira de Latif Lahlou
- Prix du second rôle féminin : Hanane Zouhdi dans La Beauté éparpillée de Lahcen Zinoun
- Prix du second rôle masculin : Youssef Britel dans Les Jardins de Samira de Latif Lahlou
- Prix de l'image : Kamal Derkaoui pour Où vas-tu Moshé ? de Hassan Benjelloun
- Prix du son : Fawzi Thabet pour six films (Les Cœurs brûlés, Où vas-tu Moshé ?, La Beauté éparpillée, Les Jardins de Samira, Parfum de mer et Les Portes du Paradis)
- Prix du montage : Njoud Jaddad pour Tissé de main et d'étoffe d'Omar Chraïbi
- Prix de la musique originale : Joël Pellegrini pour Les Anges de Satan d'Ahmed Boulane

Courts métrages :
- Grand Prix : Fin de mois de Mohamed Mouftakir
- Prix spécial du jury : Tes cheveux noirs Ihssane de Talal Hadid
- Prix du scénario :  Le Dernier Cri de Hamid Basket

Prix de la critique
- Long métrage : Les Cœurs brûlés d'Ahmed Maanouni
- Court métrage : Vois-moi d'Omar Mouldouira

### 10eédition:2008
Du 13 au 20 décembre à Tanger.

### 11eédition:2010
Du 23 au 30 janvier à Tanger. 
Parmi les films présentés : Ashlaa.

### 12eédition:2011
Du 21 au 29 janvier à Tanger.
Palmarès
Longs métrages :
- Grand Prix : In Pieces (Fragments) de Hakim Belabbes[12]; documentaire
- Prix spécial du jury : The End de Hicham Lasry
- Prix de la première œuvre : … Un film de Mohamed Achouar
- Prix du scénario : Nassim Abbassi pour Majid (dont il est aussi le réalisateur)
- Prix du premier rôle féminin : Meryem Raoui dans Mirages de Talal Selhami
- Prix du premier rôle masculin : Omar Lofti dans Libre d'aimer d'Abdelhay Lakari
- Prix du deuxième rôle féminin : Noufissa Benchehida dans Agadir Bombay de Myriam Bakir
- Prix du deuxième rôle masculin : Fehd Benchemsi dans … Un film de Mohamed Achouar
- Prix de l'image : Mohamed Sellam pour Mirages de Talal Selhami
- Prix du son : Fawzi Thabet pour La 5e Corde de Selma Bargach
- Prix du montage : Ruth Litan, Keren Benrafaet et Safaa Baraka pour My Land de Nabil Ayouch
- Prix de la musique originale : Adil Aissa pour My Land de Nabil Ayouch
- Mention spéciale : Majid de Nassim Abbassi
- Mention spéciale : La 5e Corde de Selma Bargach

Courts métrages :
- Grand Prix : Courte Vie d'Adil El Fadili
- Prix spécial du jury : Karkobi de Jaïs Zinoun
- Prix du scénario : Mourad El Khaoudi pour Statut
- Mention spéciale : Au nom de mon père d'Abdellilah Zirat

### 13eédition:2012
Du 11 au 21 janvier à Tanger,

#### Présidence des jurys
- Edgar Morin (longs métrages) et Fadika Kramo-Lanciné (courts métrages)[13].

#### Palmarès des jurys
- Longs métrages
  - Grand Prix : Sur la planche de Leïla Kilani
  - Prix spécial du jury : Mort à vendre de Faouzi Bensaïdi
  - Prix de la première œuvre : Les Mécréants de Mohcine Besri
  - Prix du scénario : Lahcen Zinoun et Mohammed Soukri pour Femme écrite de Lahcen Zinoun
  - Prix du premier rôle féminin : Jalila Tlemsi dans Andromane de sang et de charbon d'Az Larab Alaoui
  - Prix du premier rôle masculin : Mohamed Bastaoui dans Les Mains rudes de Mohamed Hasli
  - Prix du deuxième rôle féminin : Nadia Niazi dans L’Amante du Rif de Narjiss Nejjar
  - Prix du deuxième rôle masculin : Amin Ennajji dans Andromane de sang et de charbon d'Az Larab Alaoui
  - Prix de l'image : Kamal Derkaoui dans L’Enfant cheikh de Hamid Bénani
  - Prix du son : Najib Chlih, Hamid Moutahhar et Roberto Carocelli pour Femme Écrite de Lahcen Zinoun
  - Prix du montage : Ghizlane Assif pour Le Scénario d'Aziz Saadallah
  - Prix de la musique originale : Mohamed Oussama pour Andromane de sang et de charbon d'Az Larab Alaoui
  - Mention spéciale : Road to Kaboul de Brahim Chkiri
- Courts métrages :
  - Grand Prix : Sur la route du Paradis d'Uda Benyamina
  - Prix spécial du jury : En héritage de Reda Mustafa
  - Prix du scénario : Maryam Touzani pour Quand ils * 
  - Mention spéciale : La Main gauche de Fadil Chouika
- Prix de la critique[15]
  - Long métrage : Andromane de sang et de charbon d'Az Larab Alaoui
  - Mention spéciale : Sur la planche de Leïla Kilani
  - Court métrage : Mokhtar de Halima Ouardiri
  - Mention spéciale: La Main gauche de Fadel Chouika
- Prix de l'Amec[15]
  - Long métrage : Sur la planche de Leïla Kilani
  - Court métrage : Android de Hicham Lasri

### 14eédition:2013
Du 1er au 9 février à Tanger.
Compétition longs métrages
- Grand prix : Zéro de Nour-Eddine Lakhmari
- Prix spécial du jury : Malak de Abdeslam Kelai
- Prix de la première œuvre : Tinghir Jérusalem : les échos du Mellah de Kamal Hachkar
- Prix du scénario : Abdeslam Kelai et Mohamed El Mouncif El Kadiri dans Malak
- Prix du 1er rôle féminin : Chaimae Ben Acha dans Malak
- Prix du 1er rôle masculin : Younes Bouab dans Zéro
- Prix du 2e rôle féminin : Sonia Okacha dans Zéro
- Prix du 2e rôle masculin : Mohammed Majd dans Zéro
- Prix de l'image : Hichame Alaouie dans Les Chevaux de Dieu
- Prix du son : Emanuel Legal dans Zéro
- Prix du montage : Hakim Belabbes dans Vaine tentative de définir l'amour
- Prix de la musique originale : Malvina Meilier dans Les Chevaux de Dieu

- Mention spéciale : Femmes hors-la-loi de Mohamed El Aboudi

Compétition courts métrages
- Grand prix : Al Hadaf de Munir Abbar
- Prix spécial du jury : Ça tourne de Mohammed Mounna
- Prix du scénario : Omar Mouldouira dans Margelle